# تشيالامبيرتو
تشيالامبيرتو، هي (بلدية) في مدينة تورينو الحضرية في المنطقة الإيطالية بيدمونت ، وتقع على بعد حوالي 45 كيلومترا (28ميلا) شمال غرب تورين.
تحد تشيالامبيرتو البلديات التالية: لوكانا ،ونواسكا ، وغروسكافالو ، وكانتويرا ، وسيريس ، وعلاء دي ستورا.